# تیم ملی هندبال پاکستان
تیم ملی هندبال پاکستان نمایندهٔ کشور پاکستان در مسابقات بین‌المللی ورزش هندبال است.